# Delias isse
Delias isse é uma borboleta da família Pieridae. Foi descrita por Pieter Cramer em 1775. É encontrada no reino da Australásia.
A envergadura é de cerca de 62 a 78 milímetros. Os adultos podem distinguir-se pela parte inferior dos membros posteriores, que é marrom-acastanhada na área distal, com a área proximal amarela. A parte inferior das asas anteriores tem uma área branca maior.

## Subespécies
- D. i. Isse (Ambon, Serang, Gisser, Ilhas Banda)
- D. i. eco (Wallace, 1867) (Buru)